# La scacchiera del delitto
La scacchiera del delitto (Gamemaker) è un romanzo dello scrittore statunitense David Keith Cohler pubblicato la prima volta nel 1980 ed in Italia nel 1982 nella collana Il giallo Mondadori. Il libro è suddiviso in 24 capitoli e su molti di essi sono presenti dei precisi riferimenti temporali.
Nella versione edita da Arnoldo Mondadori Editore nella collana Il giallo Mondadori volume 1737 alla fine del libro c'è un racconto dal titolo Gli amori, le avventure e la morte di un elefante bianco dello scrittore Sergio Atzeni oltre ad un altro racconto dal titolo Sogni dello scrittore John Lutz.
Sulla quarta di copertina sono presenti due errori.
Il primo errore è dove si dice che "Bush giocatore di baseball, folgorato con un colpo alla testa mentre sta per tirare durante un incontro", in realtà viene assassinato mentre si appresta a prendere una palla tirata da Zeke Lopez.
Il secondo errore è dove si dice che "Accanto all'arma del delitto o nelle sue vicinanze, un pezzo di scacchi, dal re alla regina e via dicendo" in realtà il re non viene mai utilizzato dall'assassino.

## Personaggi
- Willie Bush : giocatore di baseball
- Angel Mercado Garcia : fantino
- Cornelia Becker : tennista
- Bertram "Bobo" Foster : pugile della categoria dei pesi massimi
- Nancy Humes : agente di polizia di New York
- Arthur Cavanaugh : commissario della polizia di New York
- Capitano R. C. O'Donnel : agente speciale della SOS
- Sam Knight : agente speciale della SOS
- Tony Fucci : agente speciale della SOS
- Harold Janacek : agente speciale della SOS
- Moses Weinberg : agente speciale della SOS
- Martin Webber : agente speciale della SOS
- Vic Fletcher : giornalista del "Telegraph"
- Patti Allen : prostituta d'alto bordo

## Trama
Willie Bush è un giocatore di baseball. È un grande giocatore dei New York Yankees. Durante una partita che si gioca a New York tra i New York Yankees e i Red Sox sparano a Willie Bush e lui muore sul colpo. Dopo alcune ricerche viene rinvenuto il fucile che lo ha ucciso. Il fucile è stato rinvenuto sul tetto dello stadio. Insieme al fucile viene ritrovato un piccolo oggetto e più precisamente un alfiere di colore nero, un alfiere del gioco degli scacchi. Nel preciso momento che Willie Bush veniva ucciso, Sam Knight stava guardando la partita alla televisione di casa sua. Arthur Cavanaugh incarica la SOS e i suoi agenti, delle indagini di questo omicidio.
La SOS (Squadra Operazioni Speciali) si occupa di tutti quei crimini strani e fuori dal comune. Mentre la SOS cerca di fare il punto della situazione dell'omicidio di Willie Bush, anche Angel Mercado Garcia, un fantino, muore durante una corsa al galoppo. La sua morte non viene immediatamente imputata ad un omicidio. Dopo una "soffiata", Vic Fletcher trova un pezzettino di plastica e più precisamente un cavallo nero di un gioco degli scacchi.
In giorno dopo, durante una partita di tennis, la giocatrice Cornelia Becker muore avvelenata. Non era lei che doveva morire ma, per l'assassino, va bene ugualmente. Nel campo di gioco viene ritrovato un altro pezzo degli scacchi e più precisamente una donna nera. Nonostante che un giornale insinui che i tre omicidi sono collegati tra loro, la polizia fa una dichiarazione ufficiale alla stampa nel senso opposto, ma sanno che non è vero. Hanno fatto quella dichiarazione per non creare del panico inutile.
Mentre la SOS continua ad indagare sui tre omicidi, l'assassino si appresta a effettuare il quarto omicidio. Durante un incontro di pugilato l'omicida riesce a far pervenire un pacco al pugile Bobo Foster al Madison Square Garden. Dentro al pacco c'è una bomba a mano che esplode appena il pacco viene aperto. L'esplosione uccide due collaboratori di Bobo Foster e ferisce, in modo grave, lo stesso pugile. Anche in questo caso l'omicida ha inviato un alfiere nero insieme alla bomba e la SOS riesce a scoprirlo in modo del tutto casuale.
Visto che per i quattro attentati sono stati utilizzati varie armi (un fucile di precisione, dell'acido, del veleno e una bomba a mano) la SOS concentra i suoi sforzi sui militari o ex militari. Non disdegna nemmeno giocatori o ex giocatori di scacchi, visto i vari pezzi ritrovati sui luoghi degli omicidi.
Il romanzo continua con il ritrovamento al Madison Square Garden, durante un'esibizione degli Harlem Globe Trotters, di un pacco bomba senza esplosivo. Il pacco contiene un rotolo di carta igienica, un biglietto e un altro pezzo degli scacchi, e più precisamente un cavallo. Nel biglietto c'è una richiesta impellente di sospendere tutti gli avvenimenti sportivi di atleti professionistici nel territorio di New York.
Grazie a delle indagini sulla prostituta Patti Allen, la SOS riesce ad avere alcune informazioni su presunto pruriomicida. Poco per volta riescono ad individuarlo e a scoprire che il prossimo suo atto sarà al Giant Stadium.

## Curiosità
Nel capitolo 13 c'è un riferimento ai fratelli Kennedy, a Giulio Cesare e a Leone Trotsky.

Nel capitolo 14 c'è un riferimento ad Mohammed Ali, ad Apollo Creed e a Rocky.

Nel capitolo 16 c'è un riferimento a Bobby Fisher, a Karpov e a Korcnhoi.

Nel capitolo 18 c'è un altro riferimento a Bobby Fisher.

Nel capitolo 23 c'è un riferimento a Pelè.

## Gli amori, le avventure e la morte di un elefante bianco
Questo racconto di Sergio Atzeni è allegato al romanzo La scacchiera del delitto.

## Trama
Savino è un uomo ed in quel giorno d'estate è al mare per rinfrescarsi un poco. Li, sulla spiaggia, vede una giovane ragazza, si avvicina. Si ricorda, quando da giovane aveva conosciuto la donna cha abitava al piano sopra al suo. La sera la fanciulla che gli è accanto si alza per andare nelle cabine a cambiarsi e lì lui la uccide. Il racconto prosegue con i fatti su quello che gli successe dopo l'omicidio.

## Sogni
Questo racconto di John Lutz, titolo originale The Landscape of Dreams è allegato al romanzo La scacchiera del delitto.

## Trama
L'uomo di Doris, Jeff, l'ha lasciata. Bill, il figlio, è morto per colpa della droga. Per questi ed altri motivi Doris ha dei grossi problemi psicologici. Il dottor Melinger l'ha sta curando con l'elettrochoc. Per colpa, o per fortuna, la cura riesce a risvegliare in Doris ricordi che oramai anche lei credeva sepolti definitivamente. Tra questi ricordi c'è quello di suo padre che è stato ucciso, è stato ucciso da sua madre. Tra i ricordi affiora anche un altro ricordo molto importante.

## Edizioni
- David Keith Cohler, La scacchiera del delitto, Il giallo Mondadori, Arnoldo Mondadori Editore, 1982,  p. 174.